# Królestwo Bosporańskie

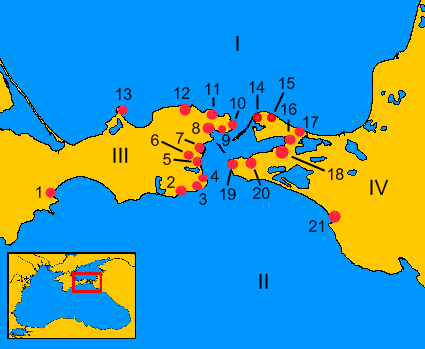
Najważniejsze miasta i osady południowej części Królestwa Bosporańskiego:
I) Jezioro Meockie (Morze Azowskie)
II) Pontus Euxinus (Morze Czarne)
III) Półwysep Kerczeński (Krym)
IV) Półwysep Tamański
1) Teodozja
2) Kimmerikon
3) Kytaja
4) Akra
5) Nimfajon
6) Iluraton
7) Tyritake
8) Pantikapajon
9) Myrmekjon
10) Partenion
11) Portmion
12) Chersonez Zenonowy
13) Heraklion
14) Achilion
15) Kimmeris
16) Kepoi
17) Tyrambe
18) Fanagoria
19) Korkondama
20) Hermonassa
21) Gorgippia

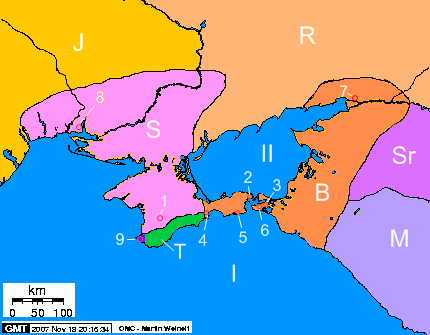
Królestwo Bosporańskie i jego sąsiedzi, II wiek p.n.e.:
I) Morze Czarne
II) Morze Azowskie
1) Neapol Scytyjski
2) Pantikapajon
3) Fanagoria
4) Teodozja
5) Kimmerikon
6) Hermonassa
7) Tanais
8) Olbia
9) Chersonez Taurydzki
S) Państwo scytyjskie na Krymie
B) Królestwo Bosporańskie
J) Jazygowie
R) Roksolanowie
Sr) Syrakowie
M) Meotowie
T) Taurowie

Królestwo Bosporańskie, Państwo Bosporańskie, Bospor – starożytne królestwo położone we wschodniej części Krymu, na Półwyspie Tamańskim oraz na wybrzeżu Morza Azowskiego aż do ujścia Donu. Pierwsze państwo, w którym różnorodna etnicznie ludność przyjęła język i kulturę grecką.

## Początki

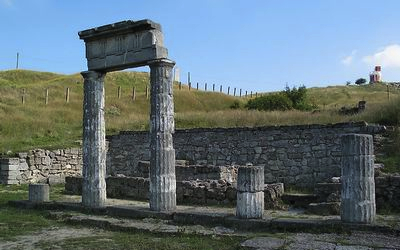
Ruiny Pantikapajonu

Dzieje państwa rozpoczęły się około 480 p.n.e., kiedy to większość z ponad 30 miast i miasteczek położonych wzdłuż obu brzegów Bosporu Kimmeryjskiego (dzisiejszej Cieśniny Kerczeńskiej) dla wspólnej obrony przed stepowymi koczownikami zjednoczyła się w jedną organizację polityczną. Stolicą utworzonego w ten sposób państwa bosporańskiego stał się Pantikapajon, obecny Kercz. Na czele państwa stanęli przedstawiciele dynastii Archaenaktydów. 
Około 438 p.n.e. władzę w państwie przejął Spartokus, prawdopodobnie najemny dowódca tracki, zapoczątkowując dynastię Spartokidów. Jego następcy rozszerzali stopniowo terytorium, a na przełomie V i IV wieku p.n.e. podbili Syndów i inne plemiona meockie i przybrali tytuł królewski (basileus). Ostatecznie Królestwo Bosporańskie wchłonęło wszystkie greckie kolonie na wybrzeżach Jeziora Meockiego (dzisiejszego Morza Azowskiego) i szeroką przestrzeń lądu wzdłuż wschodniego brzegu zamieszkaną najpierw przez Meotów, a później przez plemiona sarmackie lub zsarmatyzowane. Zatrudniano dużą armię najemną, złożoną głównie z Greków i Traków, dołączając do nich później scytyjskie lub sarmackie oddziały jazdy.

## Gospodarka

### Handel
Gospodarka bosporańska opierała się na handlu. Rozwój państwa związany był ściśle z eksportem pszenicy, ryb oraz niewolników. Utrzymywano stosunki handlowe z miastami jońskimi i z Grecją, a w V i IV wieku p.n.e. głównym przedmiotem eksportu było zboże z wielkich majątków rolnych na Półwyspie Kerczeńskim, na zachód od Pantikapajonu. Szczególne dobre stosunki królestwo utrzymywało z Atenami, którym władcy Bosporu w IV wieku p.n.e. przyznali pierwszeństwo w zakupie zboża, a Ateńczycy rewanżowali się w zamian przyznawaniem obywatelstwa swojego polis niektórym z tych władców. Podczas całego okresu istnienia królestwa ważną rolę spełniał także eksport ryb, początkowo do Grecji, później, w okresie zależności od Rzymu, również dla rzymskich garnizonów w Azji Mniejszej. W IV wieku p.n.e. handel pantikapejski objął całe terytorium scytyjskie na obszarze dzisiejszego państwa Ukraina, gdzie uprzednio dominował handel olbijski. Zmianę tę spowodowały napierające plemiona sarmackie, które odcięły Olbię od jego najlepszych klientów – Scytów znad środkowego Dniepru. Rynki zbytu rozwinięte przez Olbijczyków zagarnęli Bosporańczycy, z którymi plemiona sarmackie utrzymywały od dawna stosunki handlowe, jeszcze w czasach, gdy zajmowali tereny nad dolną Wołgą i Donem.

### Rzemiosło
Około VI wieku p.n.e. powstało w Pantikapajonie i w innych miastach wiele warsztatów do obróbki brązu i żelaza, które pracowały zarówno na użytek własny, jak i potrzeby rynków sąsiednich. Ich produkty rozprowadzano przeważnie wśród plemion północnego Kaukazu i stepów nad dolną Wołgą, lecz niektóre dotarły na Ural, a nawet do krajów położonych dalej na wschód.

## Pierwszy okres rozkwitu
Za Spartokidów najpomyślniejszym okresem Królestwa Bosporańskiego było panowanie Parisadesa I (344/3–310/09 r. p.n.e.). Wojna ze Scytami krymskimi w 330 p.n.e. przyniosła pewne niepowodzenia, lecz nieco później nastąpił szereg wydarzeń, które pociągnęły za sobą koniec bosporańskiego dobrobytu. Wojny Aleksandra Wielkiego otworzyły dla Greków Azję, zboże z krajów wschodniośródziemnomorskich i Egiptu rywalizowało z produktami bosporańskimi. W dodatku w 309 p.n.e. po śmierci Parisadesa I w Królestwie Bosporańskim wybuchła wojna domowa o sukcesję, tocząca się między jego synami. W konflikt zaangażowały się wojska Scytów krymskich po jednej stronie, a plemiona sarmackie (Syrakowie), ledwie przybyłe na ziemie przygraniczne królestwa, przyłączyły się do wojny po drugiej stronie – Eumelosa, który ostatecznie wstąpił na tron.

## Przemiany społeczne i etniczne
Społeczne i etniczne zmiany w Królestwie Bosporańskim widoczne są w obrządku grzebalnym i darach grobowych odkrytych w starożytnym Pantikapajonie i innych miastach. W VI i V wieku p.n.e. grobowce i obrządek pogrzebowy są niemal całkowicie greckie. Groby z IV i III wieku p.n.e. różnią się znacznie konstrukcją oraz wyposażeniem i odzwierciedlają wielki dobrobyt państwa bosporańskiego, jak również niejednorodny skład ludności i znaczne różnice społeczne.
Analiza zawartości grobów wskazuje, że komponenty greckie ograniczają się do greckiego obrządku i zwyczajów, lecz w IV i III wieku p.n.e. można zauważyć stopniowe przejmowanie cech charakterystycznych dla okolicznej, niegreckiej ludności, zwłaszcza we wspaniale wyposażonych kurhanach lokalnej arystokracji, których większość splądrowano w starożytności. Niektóre z nich (np. Kul-Oba i Bolszaja Bliznica) sławne są ze swoich wspaniałych złotych przedmiotów, stanowiących najlepsze przykłady scytyjskiej sztuki IV wieku p.n.e.
Podbój na początku II wieku p.n.e. wschodniej części stepów północnego Nadczarnomorza przez Roksolanów osłabił gospodarczą i polityczną pozycję Królestwa Bosporańskiego. Utracono wielki rynek pontyjski, a w tym samym czasie wzrosło zagrożenie ze strony Sarmatów i Scytów. Bosporańczycy zmuszeni byli płacić daninę Scytom krymskim, którzy w połowie II wieku zwiększyli swe żądania. Król bosporański Parisades Ostatni, nie mogąc zapłacić ani też odeprzeć zbrojnie „barbarzyńców", szukał poparcia u Mitrydatesa VI Eupatora, króla Pontu, kraju leżącego na południowo-wschodnim wybrzeżu Morza Czarnego. W 110 r. p.n.e. armia Mitrydatesa pod wodzą Diofantosa pokonała najeźdźców i zajęła Neapol Scytyjski. Wówczas dalsze wypadki potoczyły się szybko. W 107 p.n.e. Parisades został zabity podczas powstania Scytów i sarmackich mieszkańców Pantikapajonu pod przywodztwem Saumakosa. Taki był koniec dynastii panującej prawie cztery wieki. Mitrydates zawładnął Królestwem Bosporańskim, wciągając je w ten sposób w wojny z Rzymem. Po jego śmierci w 63 p.n.e. rozpoczął się okres pokoju trwający niemal piętnaście lat, następnie jednak wybuchła nowa fala walk dynastycznych. Zakończyły się one w połowie I wieku n.e. z chwilą założenia nowej dynastii mieszanego pochodzenia sarmato-trackiego, której przedstawiciele nosili zazwyczaj trackie lub sarmackie imiona; jednym z takich imion było „Sauromates". Dynastia ta panowała aż do najazdu Gotów w IV wieku n.e.
Traktat pokojowy z Rzymianami zawarty przez Farnakesa, syna i następcę Mitrydatesa, oraz jego córkę Dynamis przyznawał Imperium rzymskiemu zwierzchnictwo nad Królestwem Bosporańskim. Było ono w zasadzie nominalne, jakkolwiek w pewnych okresach na terytorium bosporańskim stacjonowały oddziały rzymskie (np. w Bałakławie istniał fort dla ok. 500 żołnierzy). Królestwo uważano za ważną placówkę Imperium rzymskiego, wystawioną przeciw koczownikom stepowym, a zatem chroniono je i popierano.
W I wieku p.n.e. władzę przejęła dynastia Tyberiuszów Juliuszów (zwaną też dynastią Asandera), wywodząca się od Dynamis i jej męża Asandera.
W czasie walk dynastycznych w 49 n.e. Mitrydatesa VIII, prawnuka Mitrydatesa VI Eupatora, poparł władca Syraków Zosines, przeciwko jego przyrodniemu bratu Kotysowi, sprzymierzonemu z Rzymem. Stoczono kilka bitew, w których po stronie Rzymian wzięli udział także Aorsowie. Ostatecznie zarówno Mitrydates, jak i Syrakowie zostali pokonani.

## Drugi (rzymski) okres rozkwitu
Dzięki pax Romana wokół Morza Czarnego i stopniowemu osiedlaniu się Aorsów I i II wiek n.e., a w mniejszym zakresie wiek III, były dla Królestwa Bosporańskiego okresem wielkiego rozkwitu. Odrodziło się rzemiosło, które uzyskawszy wysoki poziom w III i IV wieku p.n.e., podupadło znacznie w czasie dwóch ostatnich stuleci ery przedchrześcijańskiej. Wyroby pantikapejskich złotników raz jeszcze stały się sławne, i — jak na to wskazuje częstotliwość występowania w grobach — cieszyły się popularnością wśród miejscowej arystokracji i osiadłych w sąsiedztwie książąt sarmackich. We wspaniałej złotej i srebrnej biżuterii późniejszego okresu wyraża się zamiłowanie do wielobarwności, osiągane przez niezwykle umiejętne użycie kamieni szlachetnych i półszlachetnych oraz barwnej emalii, szkła i pasty szklanej, w połączeniu z filigranową plecionką — styl z końca III wieku p.n.e., powszechny wówczas na klasycznym Wschodzie, w świecie irańskim, na Zakaukaziu (Gruzji), w Azji Środkowej i w Syberii Zachodniej. Przyjęty przez rzemieślników bosporańskich, łączył lokalne tradycje, sprawność techniczną, sięgającą wstecz do czasów scytyjskich, z nowymi elementami wprowadzonymi przez sarmackich przybyszów ze stepów Azji. Styl ten, przejęty później i jeszcze przetworzony przez Gotów, rozprzestrzenił się dalej na zachód w okresie wędrówek ludów i stał się podstawą wczesnośredniowiecznego stylu w zachodniej Europie.

## Sarmatyzacja państwa
Kultura i stosunki wewnętrzne Królestwa Bosporańskiego pozostawały pod dużym wpływem Scytów i Sarmatów, wskutek bliskiego sąsiedztwa i wielowiekowego okresu pokojowego współżycia. Sarmackie lub scytyjskie elementy widoczne są wszędzie w organizacji politycznej i społecznej, w armii i tradycjach religijnych. Dynastia panująca i większość arystokracji wywodziła się z Trako-Sarmatów. Zamożna klasa średnia, zatrudniona przeważnie w handlu i gospodarce, była głównie pochodzenia greckiego, lecz spora część ludności składała się z miejscowych Meotów, Traków, Scytów i Sarmatów. Mimo poważnych wysiłków ludności greckiej Królestwo Bosporańskie nie zdołało zachować greckiego charakteru państwa, jakkolwiek oficjalnym językiem nadal pozostawała greka. Obecność cudzoziemskich niewolników i sarmackich osadników, zwabionych miejskim życiem, przyczyniła się jeszcze bardziej do zaniku cech greckich. Małżeństwa mieszane zarówno z Sarmatami, jak i krymskimi Scytami przyspieszyły iranizację całej ludności i w pierwszych wiekach n.e. królestwo ostatecznie nabrało prawie całkowicie sarmackiego charakteru. 
Taki obraz nakreślony przez pisarzy pierwszych wieków naszej ery znajduje potwierdzenie w znaleziskach archeologicznych. Groby rodzinne arystokracji bosporańskiej w wykutych w skale komorach zdecydowanie nie noszą cech greckich. Stele grobowe z rzeźbami reliefowymi i malowidła w komorach grobowych ukazują społeczeństwo, które usiłowało być greckie, a pozostało wyraźnie sarmackie. Bosporańczycy nosili czysto scyto-sarmacki ubiór: spodnie, miękkie skórzane buty i długie płaszcze, przypuszczalnie wełniane. Ich uzbrojenie było także sarmackie. Szlachtę bosporańską przedstawia się jako jeźdźców w stożkowatych metalowych hełmach, w pancerzach łuskowych lub kolczugach, z długą włócznią, przymocowanym do nogi sztyletem z pierścieniem na końcu chwytu, mieczem z okrągłą kamienną gałką, łukiem i kołczanem oraz niewielką tarczą. Sarmackie postacie na kolumnie Trajana lub na łuku Galeriusza w Salonikach noszą taki sam strój i zbroję. Piechota nie miała zazwyczaj pancerzy i była uzbrojona w lance, oszczepy, duże tarcze, a niekiedy łuki.
Mimo stopniowej sarmatyzacji Bosporańczyków sąsiadujące plemiona sarmackie były pod ich silnym wpływem i przejmowały elementy tej kultury w czasie odrodzenia dobrobytu państwa bosporańskiego.

## Kryzys i upadek
W III wieku Bosporańczycy zaczęli tracić terytoria, upadł handel, a kryzys gospodarczy osłabił ich królestwo. Jakkolwiek w końcu IV wieku n.e. Rzymianie wciąż opisywali je jako niezależne królestwo, to jednak armia bosporańska nie była już zdolna odeprzeć napierających Gotów. Najazd Hunów położył ostatecznie kres jego istnieniu. Podobny los spotkał miasto Tanais, które zostało zniszczone, prawdopodobnie przez Hunów, pod koniec IV wieku n.e.
Goci podbili Królestwo Bosporańskie, nominalnie pozostające pod władzą rzymską. W 332 n.e. wybito ostatnie monety bosporańskie, a ostatni król bosporański Sauromates V zmarł około 370 n.e.

## Spuścizna
W wyniku podboju stepu i zawładnięcia Królestwem Bosporańskim kultura Ostrogotów przejęła wiele cech sarmackich. Warsztaty bosporańskie zaczęły dostarczać biżuterię nowym klientom, przystosowując stare wzory sarmato-bosporańskie do gustu nowych władców i wnosząc elementy wprowadzone przez przybyszów. Nowo powstała sztuka „gocka" rozpowszechniła się w późniejszym czasie po całej środkowej i zachodniej Europie, przenoszona i szerzona przez Gotów oraz inne ludy, w tym i przez sarmackich Alanów wycofujących się na zachód, przed Hunami.
Obecnie po świetnie niegdyś prosperujących miastach zachowały się liczne pozostałości sztuki architektonicznej i rzeźbiarskiej. Z licznych kurhanów i grobów do dziś wydobywa się (często nielegalnie) spektakularne zabytki świadczące o dawnym bogactwie. Najcenniejsze z nich, takie jak dzieła sztuki złotniczej, wazy importowane z Aten, wyroby terakotowe, fragmenty tkanin, czy okazy stolarki i intarsji przechowywane są w Ermitażu w Sankt Petersburgu.